# Alexander Malta
Alexander Malta (San Gallo, 28 settembre 1938 – 23 agosto 2016) è stato un cantante lirico svizzero.

## Biografia
Nato in Svizzera, studia in Germania e in Italia e debutta a Stoccarda per poi proseguire la sua carriera internazionale. Ha cantato nei teatri più importanti del mondo con grandi orchestre (RAI, Santa Cecilia, Radio France, Wiener, Münchner e Berliner Philharmoniker, Chicago e London Symphony, Varsavia, Belgrado, Tokyo, Stoccolma e Oslo) e con alcuni tra i più noti direttori (Karajan, Abbado, Ozawa, Davis, Oren, Gavazzeni, Sawallisch, Dohnany, Rilling, Fischer, Zedda, Kubelík, Patanè, Matačić). Ha all’attivo dischi e produzioni televisive e cinematografiche (per Der Kaiser von Atlantis ha vinto il Prix d’Italie). È noto anche come interprete di musica sacra e oratorio (con esecuzioni di Bach, Beethoven, Händel, Mozart) e di Lieder (brani di Schubert, Schumann, Musorgskij, Ravel). Tra le sue interpretazioni: al festival di Salisburgo Carmen, Don Giovanni, Idomeneo, La clemenza di Tito; all'Opera di Stato di Vienna Il ratto dal serraglio, Il ratto dal serraglio, Manon; al Théâtre Royal de la Monnaie di Bruxelles Il ratto dal serraglio, Il flauto magico, Wozzeck, Lulu; all’Opera di Monaco Il Principe di Homburg, L'amore delle tre melarance, La damnation de Faust, I racconti di Hoffmann; all’Opera di Berlino Faust, Fidelio, Le allegre comari di Windsor; all’Opera di Parigi I racconti di Hoffmann, La bohème, Il pipistrello; all’Opera di Roma Elettra; all’Opera Festival di Roma Il Flauto Magico; alla Scala di Milano Ginevra di Scozia; al Maggio Fiorentino e all’Opera di Madrid Tannhäuser, L’Oro del Reno, Sigfrido; all’Opera di Zurigo Fidelio, Les Contes d'Hoffmann; alla San Francisco Opera Il barbiere di Siviglia, L’Oro del Reno, Don Pasquale, Manon, Fidelio; alla Chicago Opera Wozzeck, Ariadne auf Naxos; al Regio di Torino Il Pipistrello, Il Flauto Magico; al Piccolo di Milano e al Verdi di Trieste Così fan Tutte. Ha insegnato e fatto masterclass in numerose città europee, tra cui Salisburgo e Roma (in occasione dell’Opera Festival).

## Repertorio operistico
- Le allegre comari di Windsor
  - Carl Otto Nicolai
- L'amore delle tre melarance
  - Sergej Sergeevič Prokof'ev
- Ariadne auf Naxos
  - Richard Strauss
- Il barbiere di Siviglia
  - Gioachino Rossini
- La bohème
  - Giacomo Puccini
- Carmen
  - Georges Bizet
- La clemenza di Tito
  - Wolfgang Amadeus Mozart
- Les Contes d'Hoffmann
  - Jacques Offenbach
- Così fan tutte
  - Wolfgang Amadeus Mozart
- La damnation de Faust
  - Hector Berlioz
- Don Giovanni
  - Wolfgang Amadeus Mozart
- Don Pasquale
  - Gaetano Donizetti
- Elettra
  - Richard Strauss
- Faust
  - Charles Gounod
- Fidelio
  - Ludwig van Beethoven
- Il flauto magico
  - Wolfgang Amadeus Mozart
- Il pipistrello
  - Johann Strauss
- Ginevra di Scozia
  - Johann Simon Mayr
- Idomeneo
  - Wolfgang Amadeus Mozart
- Der Kaiser von Atlantis
  - Viktor Ullmann
- Lulu
  - Alban Berg
- Manon 
  - Jules Massenet
- L'oro del Reno
  - Richard Wagner
- Principe di Homburg
  - Hans Werner Henze
- Il ratto dal serraglio
  - Wolfgang Amadeus Mozart
- Sigfrido
  - Richard Wagner
- Tannhäuser
  - Richard Wagner
- Wozzeck
  - Alban Berg

## Registrazioni
| Compositore | Opera                           | Direttore   | Anno | Casa Discografica   |
| ----------- | ------------------------------- | ----------- | ---- | ------------------- |
| Bizet       | Carmen                          | von Karajan | 1983 | Deutsche Grammophon |
| Bizet       | Carmen - Highlights             | von Karajan | 1984 | Deutsche Grammophon |
| Bruckner    | Te Deum                         | von Karajan | 1990 | Deutsche Grammophon |
| Marschner   | Der Vampyr                      | Rieger      | 1998 | Opera D'Oro         |
| Mozart      | Don Giovanni                    | von Karajan | 1986 | Deutsche Grammophon |
| Mozart      | Don Giovanni - Highlights       | von Karajan | 1987 | Deutsche Grammophon |
| Mozart      | Krönungsmesse K.317             | von Karajan | 1990 | Deutsche Grammophon |
| Nicolai     | Die Lustigen Weiber von Windsor | Kubelík     | 1998 | Decca               |
| Saint-Saëns | Samson et Dalila                | Patanè      | 1995 | RCA                 |